# Галадуш
Галадуш (пол. Gaładuś,лит. Galadusys) — озеро на кордоні Польщі та Литви. Більша частина озера лежить в північно східній частині Польщі. Друге за величиною озеро Сувальщини. Озеро розташоване в басейні річки Німан.